# Otoplastie

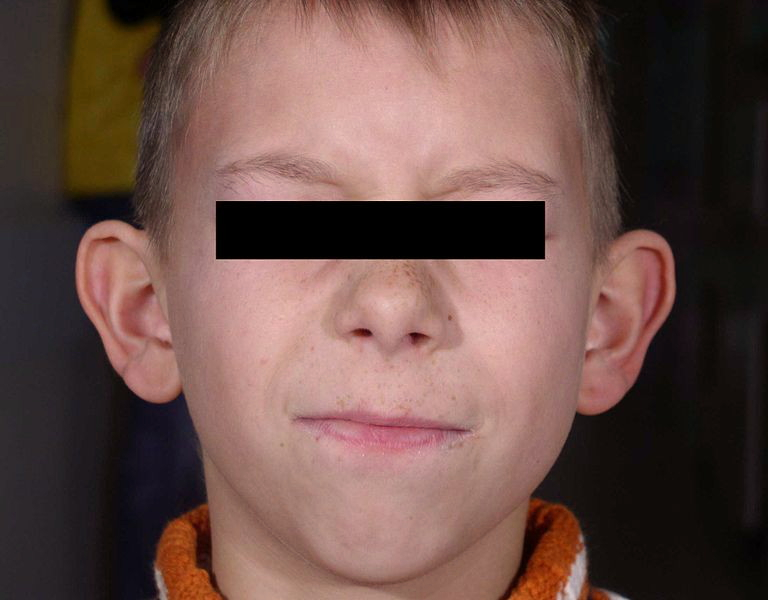
Înainte de intervenția chirurgicală

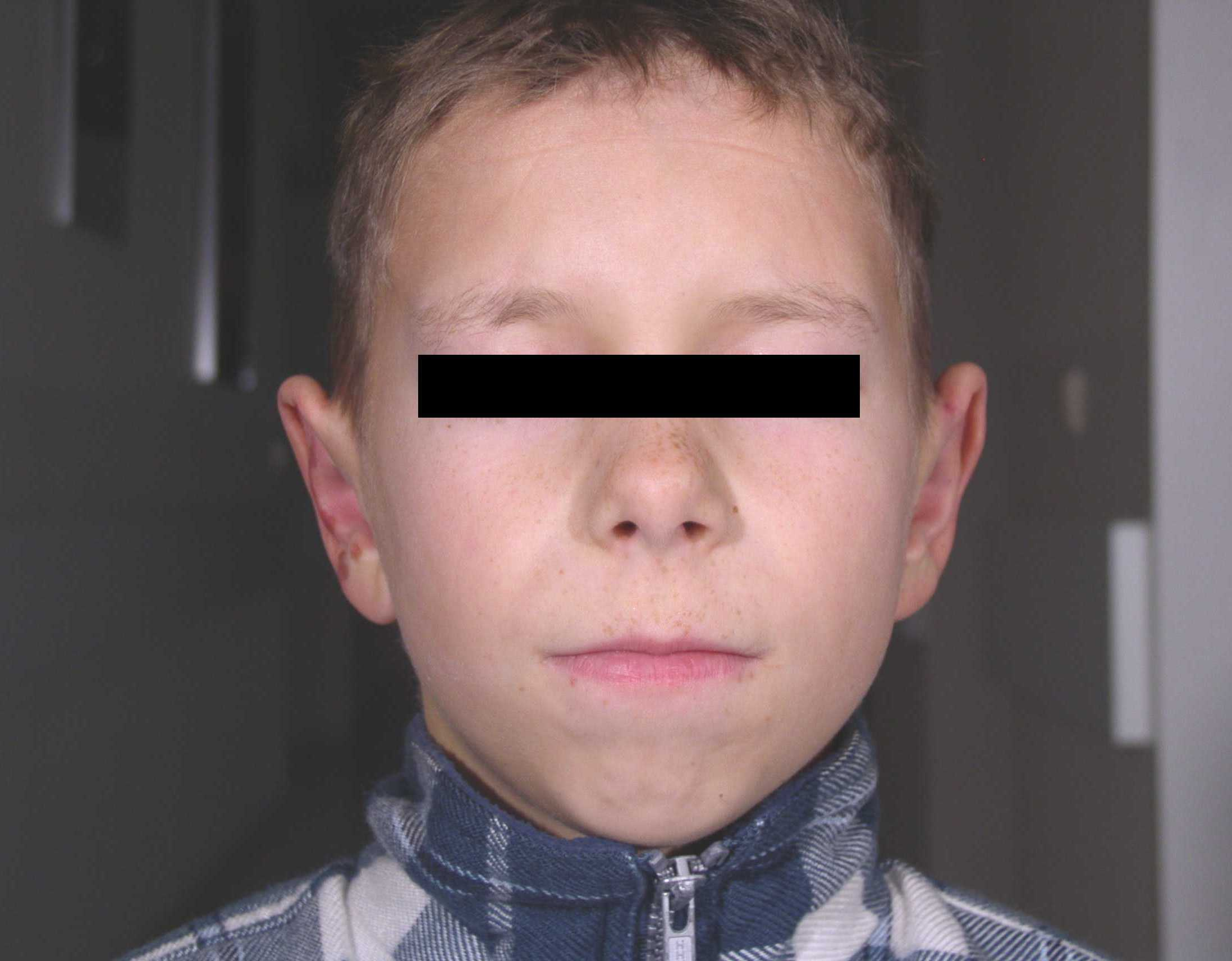
După efectuarea acesteia

Otoplastia (Greek: οὖς, oûs, "ureche" + πλάσσειν, plássein, "a forma") este operația chirurgicală care rezolvă deformările urechii, acestea putând fi foarte variate plecând de la lipsa urechii (microtia) până la o mărime notabilă a acesteia sau o formă nefirească.
Acest procedeu chirurgical nu îmbunătățește auzul ci doar autostima pacientului.În unele cazuri de microtie e nevoie de autoconstrucția urechii .Chirurgia plastică oferă multe alternative una dintre ele e tehnica lui Brent care constă în 4 operații pe durata a 2 ani e o operație complexă de reconstruire a urechii în care e nevoie de multă muncă și măiestrie.Mai sunt și alte tehnici de reconstruire a urechii într-o singură operație dar nu au același rezultat remarcabil.
În cazurile de hiperproiecție ale urechii din cauza lipsei helixului sau a antehelixului se izbutește corectarea chirurgicală în care se caută reconstruirea acestuia.Este ideal ca aceste operații să se realizeze în timpul copilăriei pentru că posibilitățile ca urechea să revină la stadiul anterior sînt mai puține.Acest fenomen se numește memoria cartilajului auricular.În cazul microtiei însă e preferabil să se aștepte împlinirea a 8-11 ani pentru ca urechea să ajungă la mărimea ei definitivă și cartilajul costal să fie îndeajuns pentru a se putea realiza adăugarea de cartilaj care se realizează în etapa întâia a lui Brent.
În cazul în care urechea este îndepărtată de cap operația constă în remodelarea cartilajului auricular și ancorarea lui pentru a apropia urechile de cap .Sutura se face cu fir resorbabil pentru a mennține permanent noua poziționare iar micile incizii vor fi făcute pe partea posterioară pentru a fi neobservabile.Operația se poate face atât cu anestezie generală cât și cu anestezie locală,iar riscurile anesteziei sînt scăzute dar nu pot fi neglijate.
În majoritatea cazurilor nu e nevoie de spitalizare ,pacienții putând pleca acasă în aceeași zi,uneori doar administrarea anesteziei generale întârzie externarea pacientului,acesta având nevoie de supraveghere medicală până la revenirea completă din anestezie.